# Гербера

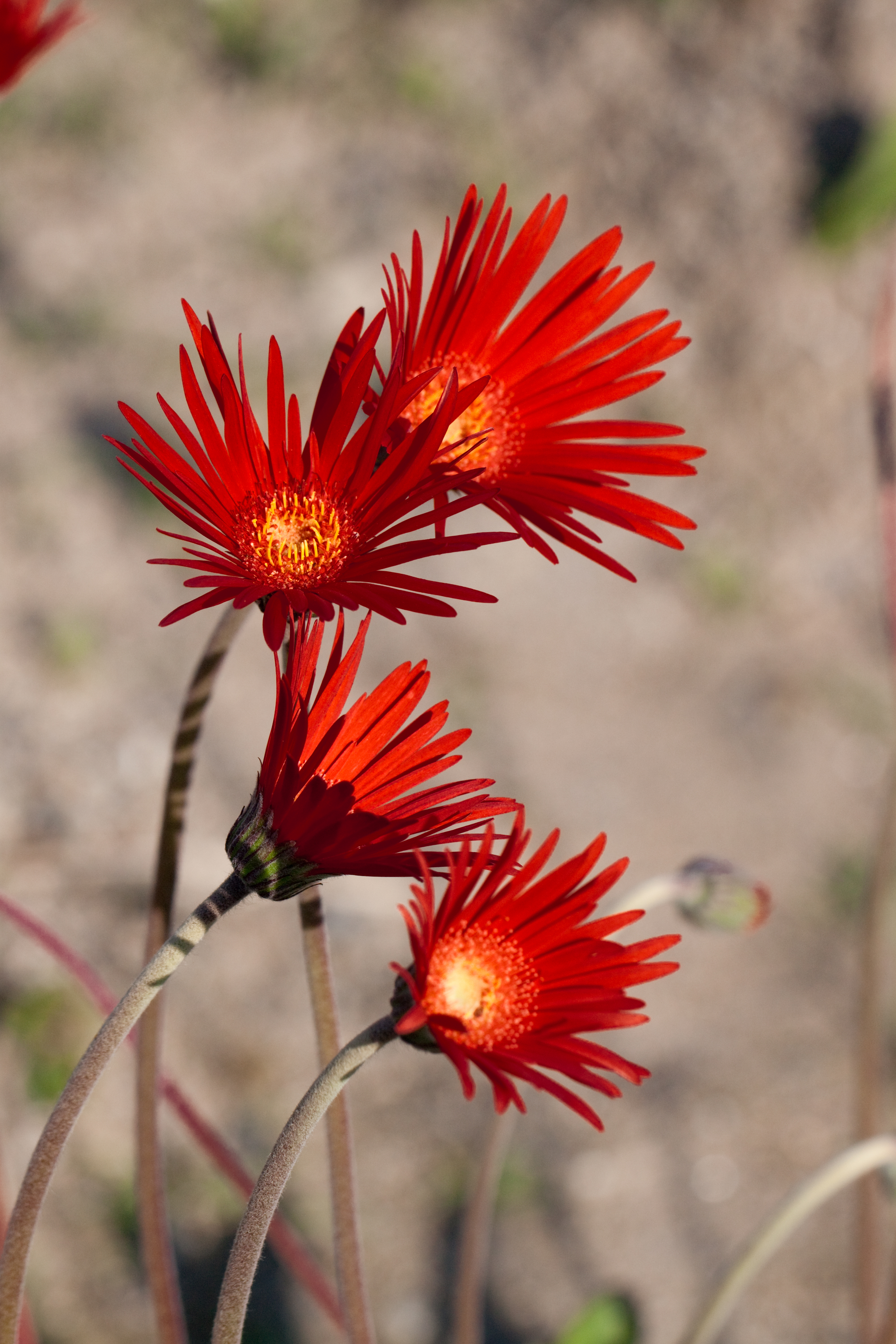
Gerbera Jamesonii

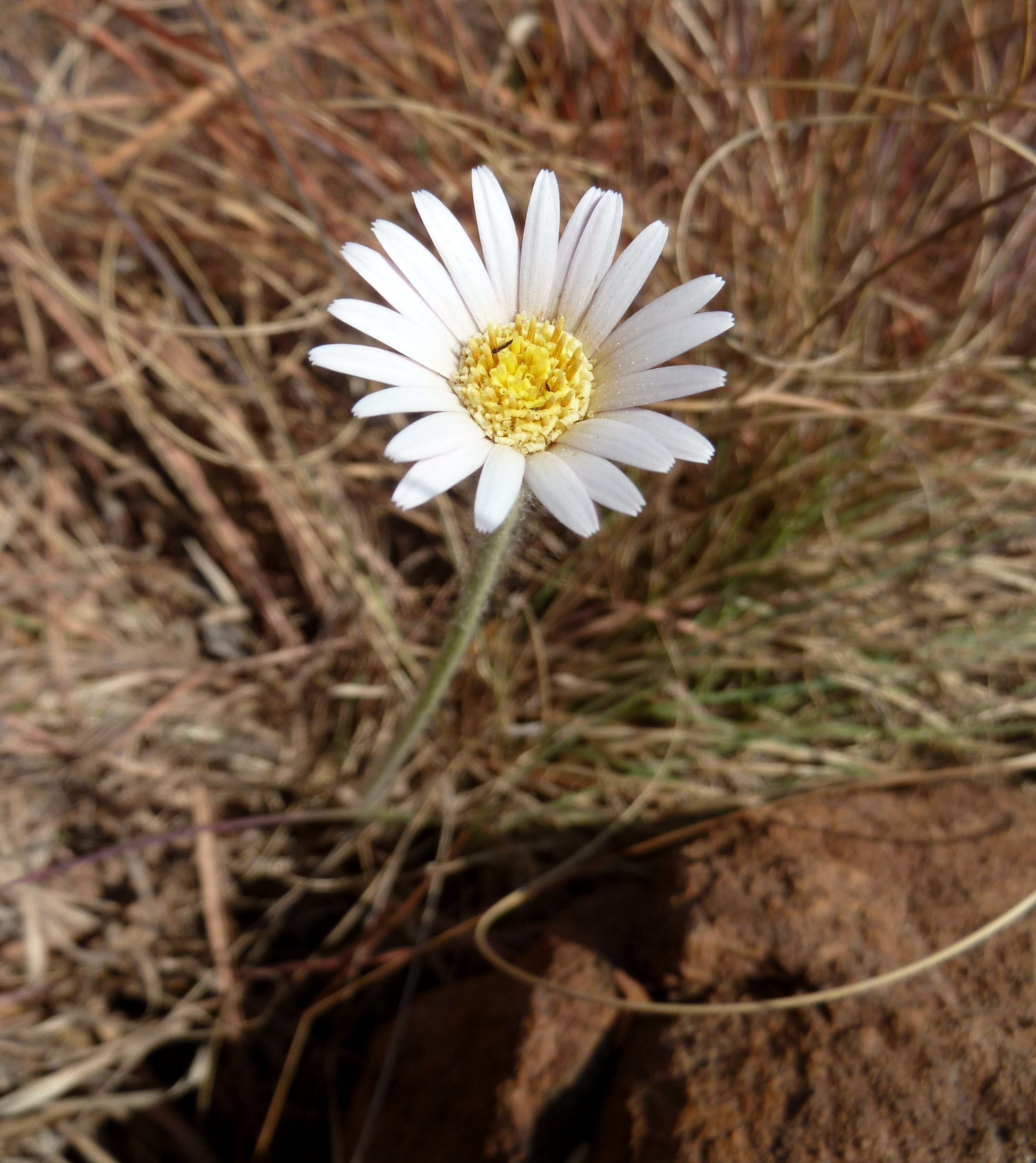
Gerbera viridifolia

Гербе́ра (лат. Gerbera) — рід багаторічних трав родини айстрові (Asteraceae). Є кілька десятків видів, більша частина яких росте у Африці (в першу чергу у Південній Африці та на Мадагаскарі), деякі види зустрічаються також у тропічній Азії. Квітки Гербери за формою схожі на квітки представників родів королиця, остеоспермум та інших «ромашок»; забарвлення квіток Гербери може бути будь-яким, окрім синього.
Гербери вирощують у всьому світі (у тому числі у оранжереях) як красиво квітучі декоративні рослини - у першу чергу на зрізання, а також як садові рослини, іноді як кімнатні рослини.

## Назва
Рід вперше був описаний у 1737 році голландським ботаніком Яном Гроновіусом (1690-1762) та названий ним на честь свого колеги, німецького лікаря та ботаніка Трауготта Гербера (1710-1743), директора Аптекарського огороду (ботанічного саду) у Москві у 1735-1742 роках, дослідника флори Поволжя
Карл Лінней використав це ім'я у своїй роботі, опублікованій у 1758 році. Оскільки з точки зору Міжнародного кодексу ботанічної номенклатури наукові назви рослин, опубліковані до 1 травня 1753 року не вважаються дійсно оприлюдненими, Лінней формально є автором цієї назви та назва роду записується як Gerbera L..

## Ботанічний опис
Гербери - багаторічні трав'янисті рослини.
Листки подовжені, перисто-розсічені, на кінці загострені; довжиною до 35 см, зібрані у прикореневу розетку. Черешки та основа листя у деяких видів сильно опушені.
Квітконоси висотою до 60 см, без листя, нерідко опушені.
Квітки, як і у багатьох інших айстрових, зібрані у суцвіття кошики. У Гербери кошики одиночні, діаметром від 4 до 15 см (у деяких сортів - до 30 см); крайові квітки язичкові, з дуже різноманітним забарвленням; серединні квітки - трубчасті, дрібні; в одному кошику може бути до декількох сотень індивідуальних квіток. Тривалість цвітіння рослин - від 3 до 4 місяців.
Плід - сім'янка. Життєздатність насіння зберігається до 6 місяців. Маса однієї насінини - 0,002-0,003 г.

## Вирощування
Для розсади Гербер в умовах подібних комплексів використовується меристемних спосіб розмноження - це вирощування молодих рослинок з клітин материнського куща в лабораторних умовах. Використовується той же принцип, що і при живцюванні, тільки замість гілочки береться кілька клітин материнської рослини.

## Гербера у культурі
Гербера дуже популярна квітка та широко використовується як декоративна садова рослина або на зрізання. Культурні сорти в основному є результатом схрещування між Gerbera jamesonii та іншого Південно-Африканського виду Gerbera viridifolia. Схрещений вид відомий як Gerbera hybrida. Існують тисячі сортів. Вони сильно розрізняються за формою та розміром. Кольори - різні відтінки білого, жовтого, помаранчевого, червоного та рожевого. Центр квітки іноді може бути чорний. Часто квітка може мати пелюстки декількох різних кольорів.

## Види
Рід Гербера включає, за різними даними, від 30 до 80 видів
1. Gerbera ambigua
2. Gerbera aurantiaca
3. Gerbera bojeri
4. Gerbera bonatiana
5. Gerbera connata
6. Gerbera cordata
7. Gerbera crocea
8. Gerbera curvisquama
9. Gerbera delavayi
10. Gerbera diversifolia
11. Gerbera elliptica
12. Gerbera emirnensis
13. Gerbera galpinii
14. Gerbera gossypina
15. Gerbera hypochaeridoides
16. Gerbera jamesonii
17. Gerbera kunzeana
18. Gerbera latiligulata
19. Gerbera leandrii
20. Gerbera leiocarpa
21. Gerbera leucothrix
22. Gerbera lijiangensis
23. Gerbera linnaei
24. Gerbera macrocephala
25. Gerbera maxima
26. Gerbera nepalensis
27. Gerbera nivea
28. Gerbera parva
29. Gerbera perrieri
30. Gerbera petasitifolia
31. Gerbera piloselloides
32. Gerbera pterodonta
33. Gerbera raphanifolia
34. Gerbera ruficoma
35. Gerbera saxatilis
36. Gerbera serotina
37. Gerbera serrata
38. Gerbera tomentosa
39. Gerbera viridifolia
40. Gerbera wrightii